# Bunker Hill Village
La ville de Bunker Hill Village est située dans le comté de Harris, dans l’État du Texas, aux États-Unis. Elle comptait 16 855 habitants lors du recensement de 2010. Enclavée à l'intérieur de la ville de Houston, elle fait partie des « Memorial Villages ».

## Démographie
| Groupe            | Bunker Hill Village | Texas | États-Unis |
| ----------------- | ------------------- | ----- | ---------- |
| Blancs            | 87,7                | 70,4  | 72,4       |
| Asiatiques        | 9,7                 | 3,8   | 4,8        |
| Métis             | 1,3                 | 2,7   | 2,9        |
| Autres            | 0,9                 | 10,6  | 6,4        |
| Afro-Américains   | 0,3                 | 11,9  | 12,6       |
| Amérindiens       | 0,1                 | 0,7   | 0,9        |
| Total             | 100                 | 100   | 100        |
|                   |                     |       |            |
| Latino-Américains | 5,6                 | 37,6  | 16,7       |

Selon l'American Community Survey pour la période 2011-2015, 83,53 % de la population âgée de plus de 5 ans déclare parler l'anglais à la maison, 5,82 % déclare parler une langue chinoise, 3,46 % l'espagnol, 1,79 % l'ourdou, 1,08 % l'hindi, 0,92 % le coréen, 0,89 % le gujarati et 2,52 % une autre langue.

## Source
- (en) Cet article est partiellement ou en totalité issu de l’article de Wikipédia en anglais intitulé « Bunker Hill Village, Texas » (voir la liste des auteurs).

1. ↑  (en) « Bunker Hill Village, TX Population - Census 2010 and 2000 », sur censusviewer.com.
2. ↑  (en) « Population of Texas - Census 2010 and 2000 », sur censusviewer.com.
3. ↑  (en) « Language spoken at home by ability to speak English for the population 5 years and over », sur factfinder.census.gov.